# Seymour Danberg
Seymour Danberg es un deportista estadounidense que compitió en remo. Ganó dos medallas en el Campeonato Mundial de Remo, plata en 1985 y bronce en 1987.

## Palmarés internacional
| Campeonato Mundial | Campeonato Mundial     | Campeonato Mundial | Campeonato Mundial      |
| Año                | Lugar                  | Medalla            | Prueba                  |
| ------------------ | ---------------------- | ------------------ | ----------------------- |
| 1985               | Malinas (Bélgica)      | Medalla de plata   | Ocho con timonel ligero |
| 1987               | Copenhague (Dinamarca) | Medalla de bronce  | Ocho con timonel ligero |